# Илеску, Денис Васильевич
Дени́с Васи́льевич Иле́ску (рум. Denis Ilescu; 20 января 1987, Теленешты, СССР) — молдавский футболист, защитник, выступал за национальную сборную Молдавии.

## Клубная карьера
Денис Илеску воспитанник молодёжной школы Игоря Добровольского в Кишинёве. Его первым профессиональным клубом стала кишинёвская «Академия», в составе которой он дебютировал в 2006 году. В 2007 году перешёл в криворожский «Кривбасс». В Высшей лиге провёл всего 1 матч, 17 июня 2007 года против клуба «Харьков» (2:0), Илеску вышел на 70 минуте вместо Александра Шевелюхина.
В 2007 играл в «Сатурне», проведя лишь 9 игр в первенстве дублёров. В начале 2008 года был взят в аренду махачкалинским «Анжи», который выступал в Первом дивизионе, там также не заиграл и вернулся в «Сатурн». В январе 2009 года подмосковным клубом Денис был выставлен на трансфер. В марте того же года Денис Илеску вернулся в «Академию». В сезоне 2009/10 2 августа 2009 Илеску отметился первым забитым голом в национальном чемпионате, случилось это в матче против «Зимбру» (2:2).
В 2018 году выступал в австралийских клубах Роввилл Иглс и Бокс Хилл Юнайтед.

## Национальная сборная
Денис Илеску вызывался в молодёжную сборную Молдавии, в составе которой он играл в отборочном турнире к молодёжному чемпионату Европы 2009. 6 февраля 2008 года дебютировал за национальную сборную Молдавии, выйдя на замену на 82 минуте вместо Александра Гацкана в товарищеском матче против Казахстана.